# 四月革命 (アフガニスタン)
サウル革命（ダリー語: إنقلاب ثور または ۷ ثور, パシュトー語: د ثور انقلاب、四月革命、4月クーデターとも）は、アフガニスタンの社会主義政党（共産党）であったアフガニスタン人民民主党が、1978年4月27日に当時アフガニスタン共和国の大統領であったムハンマド・ダーウード率いる政府へおこした革命、クーデターである。その後、人民民主党はアフガニスタン民主共和国の建国を宣言した。
名称について、サウル（thawr, ثور）とは革命を意味する。

## 背景
1973年7月17日に起きたクーデターにより、国王ザーヒル・シャーは追放、亡命し、新たにムハンマド・ダーウードが権力を掌握した。これにより王政は廃止となって共和制となったアフガニスタン共和国だったが、依然として国家の基盤は弱かった。また北にはソビエト連邦、東には中華人民共和国、南には当時親米政権だったパキスタンと、大国の影響力をアフガニスタンは強く受けていた。そこでダーウードはこの事態を中立的立場となることでなんとかアフガニスタンを守ろうとした。米ソ双方との関係改善を推し進め、7月19日にはソ連、インドの外交的承認を承けた。
当初はこれら一連の政策が功を奏し、冷戦下でのアフガニスタンの平和を実現させた。経済面でも大きな動きを見せることなく、第三世界のような社会主義的な構想を見せつつも、実現までは穏やかなものとし、宗教（とりわけイスラム教）や文化を保護した。
しかし1970年代後半、ダーウードは西側諸国、とりわけアメリカ、パキスタン、中国との関係を深めた。これは北のソ連を刺激し、国内の社会主義者や共産主義者によって結成された人民民主党に大きな疑念を与えることとなる。また1977年には大統領制を再確認した上で自身の与党であったアフガニスタン国民革命党の一党独裁制を憲法に記した。これによって人民民主党は武力行使を決定した。
当時の人民民主党は派閥抗争に陥っており、タラキー率いるハルク派とカールマル率いるパルチャム派に大きく分かれていた。ハルク派は急進的な政策を掲げ、おもに労働者、地方教員に支持され、パルチャム派は穏健的な政策を掲げ、学生、軍人、知識人といった、エリート層に支持された。

## 革命
革命のきっかけとなったのは1978年4月17日だった。当時パルチャム派で著名的な党員だったミール・アクバル・ハイバルが暗殺された事件だった。パルチャム派は衝撃を受け、政府は事件を嘆く声明を出した。しかしタラキーがこれに「党を弱体化しようと政府が企てたのではないか」と非難した。人民民主党はダーウードからの弾圧、排除を恐れていた。カイバーの葬儀が行われる中、党員が政府を抗議する事態となった。これに対しダーウードはカールマルを含む人民民主党指導部の大部分を逮捕した。アミーンは逮捕こそされなかったものの、自宅軟禁を受けた。しかしここでアミーンに蜂起を命じる機会が生まれた。アミーンは自身が配下に置くハルク派を支持する軍に、政府の転覆を命じた。
蜂起
クーデターの準備は着々と進んでいき、ダーウード配下の戦車長が4月27日にカーブルへの攻撃を行うことを決心した。そして当日、戦車長の戦車はカーブルの宮殿に砲口を向けた。
クーデターの最初の兆候は、カーブルの目抜き通りに並んだ戦車の列、国防省からの煙、武装した軍人によって目撃された。また内務省でも警官の会社の前に並ぶ戦車の列が見られた。本格的な戦闘はカーブルから全土に広がり、午後にはSu-7が国立宮殿でロケット弾を発射した。正式に国民に戦闘開始が知らされたのは夕方にラジオ・アフガニスタンがハルク派が武力行使を行ったことを報道した時だった。しかし時既に遅く、その時はもう放送局がハルク派に占領されていた。
深夜、6機のSu-7のロケット弾が街中を照らし宮殿への攻撃を開始した。この戦闘は激化し、戦闘は朝方まで続いた。
翌朝、カーブルは静かだったが、南方では銃撃が続いた。国民はようやく外に出ると、もはや街がハルク派に占領され、ダーウードと家族が殺害された事実を知らされた。ダーウードは最後まで抵抗したが、抵抗も虚しくハルク派が宮殿を包囲し、抵抗勢力に降伏を要求した。ダーウードは要求を無視し、兄弟であったナイムと共にピストルをもって包囲していた兵士に突撃し、殺された。また、ダーウード内閣のメンバーとして共に抵抗していたラスリ国防相、ヌリスターニー内務相、サイード・アブドゥッラー副大統領も殺害された。
収束
クーデター後の午後7時、ハルク派に占領されたラジオ・アフガニスタンは「アフガニスタンの歴史の中で、君主制、専制、暴君たるナーディル・シャー王朝の残党の政治が終わり、国家の全権力がアフガン人民の手に委ねられている」と発表した。

## 余波

クーデター前後で用いられた旗。アフガニスタンの黒赤緑で構成されている。

クーデター後に改められた国旗。赤地にハルク派の紋章が付けられている。後にカールマル率いるパルチャム派が権力を握ると、再び黒赤緑に加え、昇る太陽、説教壇とクルアーン、ナショナルカラーのリボン、歯車、星のある紋章が加えられた。

革命は国民に歓迎された。ダーウード政権後期にはアフガニスタン国民は苦しい状態だったため、人民民主党を強く支持していた。また人民民主党側も国民の支持に応え、急進的政策を打ち出さず、パルチャム派の影響を受けた穏健的政策を行うアプローチを見せた。
しかしこれに対し10月後半にハルク派は不満を募らせ、人民民主党内での実権を確立した。当時アフガニスタンの国土と歴史的にも強く結び付いていた農村部での社会的部族構造を真っ向から改革し始めた。またクーデター前後で用いられた黒赤緑の国旗も変更となり、ソ連に酷似した、赤地にハルク派の紋章を載せた旗と定めた。信用システムにも打撃を与え、農民のための代替案も出さずに高利貸しを禁止した。その一方、当時アフガニスタンやイスラム諸国で大いに遅れた女性の権利を高くし、いち早く男女平等を宣言。女性の政界進出が著しく進み、人民民主党で非常に高い権力を有した革命評議会メンバーにアナヒタ・ラテブザドが割り当てられたことはイスラム諸国において大きな意義を残した。
しかし人民民主党は反革命主義者、とりわけ王室に対して強く弾圧を行った。バーラクザイ王室の多くが投獄、軟禁処分となり、ザーヒルの資産も止められた。
これらに対して抵抗した国内のムスリムは以降、共産主義者からのアフガニスタンの解放を志した。これは後にムスリムの蜂起に始まり、ソ連軍の介入により激化し、アフガニスタンを現代にまで混乱に至らしめたアフガニスタン紛争を招くことになった。